# 青松警察署
青松警察署（チョンソンけいさつしょ）は、慶北地方警察庁所管の警察署である。

## 管轄区域
- 青松郡

## 沿革
- 1945年10月21日 -　青松派出所として開署
- 1946年4月11日 - 第五管区警察庁第12警察署に変更
- 1949年2月13日 - 青松警察署に変更

## 管轄派出所
- 青松派出所
- 真宝派出所
- 府南派出所
- 府東派出所
- 県東派出所
- 県西派出所
- 安徳派出所

## 管轄治安センター
- 巴川治安センター
- 月亭治安センター